# Panzer Dragoon (серия игр)
Panzer Dragoon (яп. パンツァードラグーン Панца: Дорагу:н) — серия видеоигр, выпущенная компанией Sega. За исключением одной игры, все игры серии выполнены в жанре рельсового шутера. Первые игры серии разрабатывались внутренней командой Team Andromeda, последующие — компанией Smilebit (бывшее подразделение Sega AM6).
Первая игра серии, Panzer Dragoon, была выпущена в 1995 году эксклюзивно для игровой консоли Sega Saturn. Впоследствии она была портирована на PC и PlayStation 2, а также получила ряд продолжений на разных игровых консолях. Одно из продолжений, Panzer Dragoon Orta для Xbox, в качестве бонуса включает первую часть игры.
В играх серии игрок управляет одиноким героем или героиней, летающим на спине дракона и сражающимся с империей зла в постапокалиптическом мире.
Одной из особенностей игры является использование вымышленного языка Панзерез (англ. Panzerese), созданного на основе древнегреческого, латинского и русского языков. Слова этого языка являлись хобби одного из главного дизайнеров игры, Юкио Футацуги. Этот язык используется в заставках игры, аналогично языку Симлиш из The Sims.
Для всех игр серии в Японии были выпущены саундтреки. Саундтрек игры Panzer Dragon Orta входил в комплект самой игры. Он также был выпущен в США.
В 1995 году по мотивам первой игры серии было выпущено одноимённое аниме (OVA, одна получасовая серия). В США оно было издано ADV Films.

## Игры серии
- Panzer Dragoon (1995) — первая часть серии.
- Panzer Dragoon R-Zone — игра для Tiger R-Zone.
- Panzer Dragoon II Zwei (1996) — сиквел первой части.
- Panzer Dragoon Mini (1996) — ответвление на консоль Game Gear.
- Panzer Dragoon Saga (1998) — единственная игра серии, выполненная в жанре jRPG.
- Panzer Dragoon Orta (2002) — первая игра серии, разработанная Smilebit.
- Panzer Dragoon: Remake (2020) — ремейк игры 1995 года. На 2024 год является последней игрой в серии.

Также бывшими сотрудниками Team Andromeda была создана игра для Xbox One Crimson Dragon, выполненная в жанре рельсового шутера, что и оригинальная Panzer Dragoon. А уровень «Dragon Canyon» был использован в проекте Sonic & All-Stars Racing Transformed как гоночная арена.